# Neomorphus squamiger
Il cuculo terragnolo squamato o cuculo di terra squamoso (Neomorphus squamiger Todd, 1925) è un uccello della famiglia Cuculidae.

## Distribuzione e habitat
Questo uccello è endemico della Foresta Amazzonica brasiliana, nella parte bassa del fiume Tapajós nello stato di Pará.

## Tassonomia
Neomorphus squamiger non ha sottospecie, è monotipico.